# オーシャンズ (サッカー)

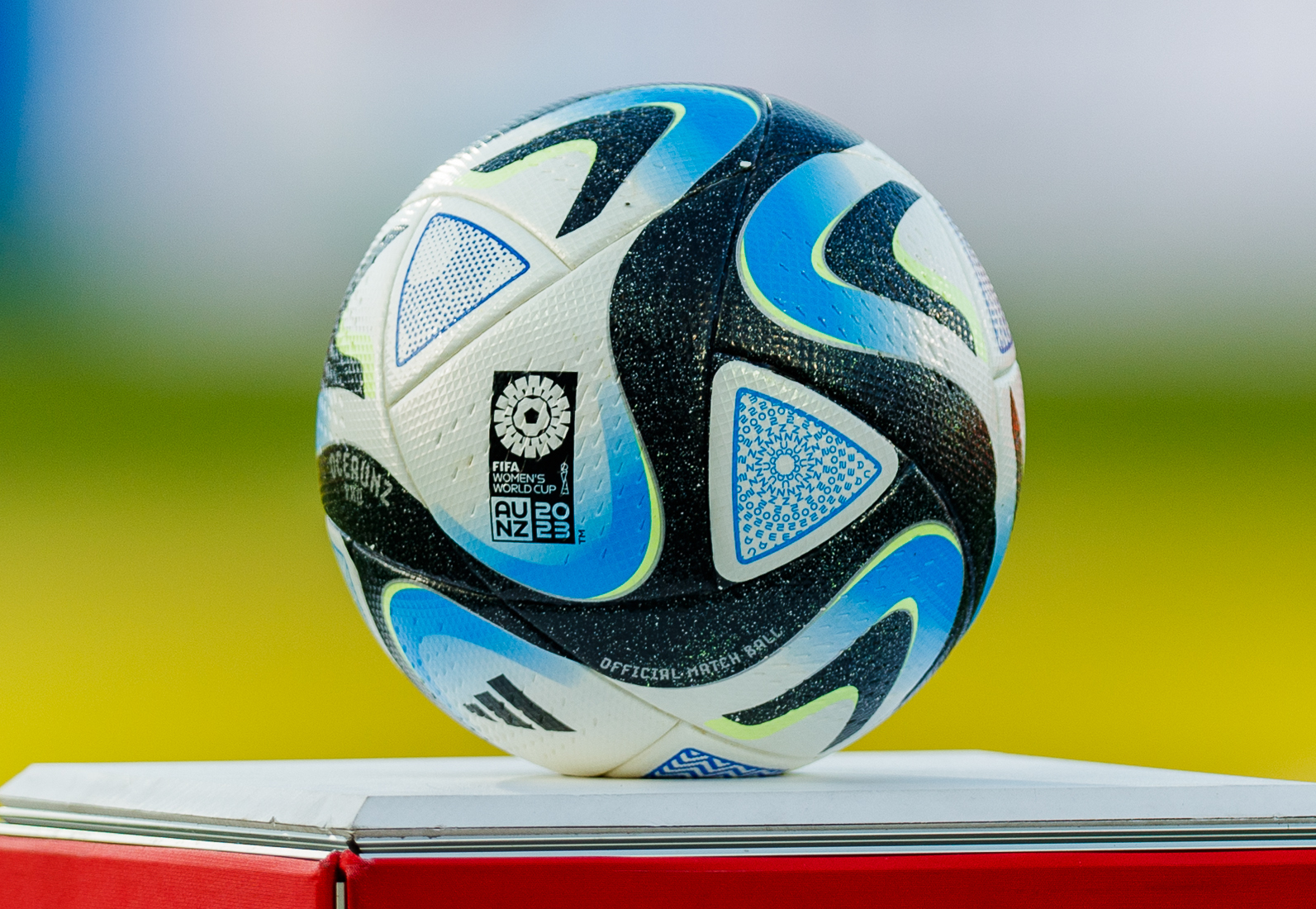
オーシャンズ

オーシャンズ（OCEAUNZ）はアディダス社製のサッカーボールであり、2023年のFIFA女子ワールドカップおよびJリーグとWEリーグの公式試合球である。

## 概要
共同開催を記念したデザインとして、名前は今回の開催地域であるオセアニア（OCEANIA）と、オーストラリア（AU）とニュージーランド（NZ）のイニシャルが組み合わされている。その名が表す通り、「オーシャンズ」には両国の雄大な自然と文化にインスピレーションを受けたデザインとカラーリングが取り入れられ、アディダスが発表するFIFA女子ワールドカップの歴代公式球としては1999年以来9代目にあたる。
「アル・リフラ」と同様にボールの内部には慣性計測装置(IMU)センサーがあり、ボールのデータをビデオオペレーションルームに送信し、キックポイントを正確に抽出出来る。
準決勝からは、デザインが橙色と金色基調に変更されたオーシャンズ・ファイナル・プロ（OCEAUNZ Final Pro）を使用。決勝トーナメントが開催されるシドニーに沈む夕日と、FIFA女子ワールドカップのトロフィーの金色をイメージしている。このデザインは準決勝前日となる8月14日に発表された。

## コトホギ30
コトホギ30（KOTOHOGI 30）は、Jリーグ30周年記念の公式試合球。
『オーシャンズ』のデザインをベースに、Jリーグカラーの赤・白・黒を採用。また、細部ではJリーグ全クラブの印字をゴールドカラーで施しつつ、無病息災や厄除けの意味を持つ“三重菱”の和柄も採用し、猛威を振るったの新型コロナウイルスの影響による生活での人々への想いも込めている。名称の「コトホギ30」は、言葉で祝うこと、祝賀を意味する “言祝ぎ”と“30周年”を組み合わせた造語であり、Jリーグ30周年を記念した祝福のメッセージを世界へ発信。
使用期間は2023年5月12日(金) の30周年記念マッチから同年6月11日(日) (J1第13節～17節、J2第15節～20節、J3第10節～13節) までと定められている。